# 班觉丹增
班觉丹增（？—？）又名官却图多央增，藏族，青海卓仓地区人，第一世（不计追认）智合仓活佛。

## 生平
明朝封瞿昙寺的创建者三罗喇嘛为西宁僧纲司都纲，三罗喇嘛遂成为西宁卫的佛教领袖。三罗喇嘛的家族成员定居瞿昙寺附近，世代是当地的土官。该家族由于来自西藏卓窝垅，故称“卓仓”，当地发音作“角仓”，后来“角仓”又渐成乐都南山地区的地名。又因为三罗喇嘛和藏传佛教噶举派祖师玛尔巴同族，故其家族也被称为“玛尔仓”（意为“玛尔家族”），当地音变为“梅氏家族”。梅氏家族一直是当地的实权家族，直到1949年前夕的瞿昙寺的管家梅香曲。
瞿昙寺出身于梅氏家族的班觉丹增，于清朝康熙年间获清朝封为“灌顶净觉弘济大国师”，其侄子阿旺宗哲也获同样封号。班觉丹增是第一世（不计追认）智合仓活佛，也是瞿昙寺的寺主。